# 菅聡子
菅 聡子（かん さとこ、1962年8月29日 - 2011年5月14日）は、日本近代文学研究者・文芸評論家。お茶の水女子大学教授。

## 経歴・人物
福岡県福岡市生まれ。福岡県立修猷館高等学校を経て、お茶の水女子大学文教育学部人文科学科を卒業し、同大学院博士課程人間文化研究科修了。
2000年、「尾崎紅葉・樋口一葉の文学」で人文科学博士号取得。
お茶の水女子大学助教授を経て、お茶の水女子大学大学院人間文化創成科学研究科教授。専門は日本近現代文学。特に樋口一葉など女性文学研究を中心とする。
文芸評論家としても活動しており、あさのあつこ『新ほたる館物語』（ポプラ文庫ピュアフル）や阿川佐和子『屋上のあるアパート』（講談社文庫）、林真理子『白蓮れんれん』などの解説を担当している。ミステリー愛読者でもあり、森博嗣『詩的私的ジャック』『赤緑黒白』『ηなのに夢のよう』（いずれも講談社文庫）や西澤保彦『異邦人 fusion』（集英社文庫）などの解説を担当している。
2005年下期の『文學界』「新人小説合評」を佐々木敦とともに担当。
2011年5月14日、さいたま市の病院で死去。48歳没。

## 著書

### 単著
- 『樋口一葉 われは女なりけるものを』（日本放送出版協会〈NHK文化セミナー 明治文学をよむ〉、1997年）
- 『時代と女と樋口一葉 漱石も鴎外も描けなかった明治』（日本放送出版協会〈NHKライブラリー〉、1999年）
- 『メディアの時代 明治文学をめぐる状況』（双文社出版、2001年）
- 『女が国家を裏切るとき 女学生、一葉、吉屋信子』（岩波書店、2010年）

### 編著
- 『新日本古典文学大系 明治編 樋口一葉集』（関礼子と共校注、岩波書店、2001年）
- 『女性作家《現在》』（『国文学 解釈と鑑賞』別冊、至文堂、2004年）
- 『息子より父母へ 家族へ 女性作家より』（小平麻衣子と共編、ゆまに書房、2004年）
- 『樋口一葉小説集』（ちくま文庫、2005年）
- 『コレクション・モダン都市文化 23 セクシュアリティ』（ゆまに書房、2006年）
- 『日本女性文学大事典』（市古夏生と共編、日本図書センター、2006年）
- 『田辺聖子 戦後文学への新視角』（『国文学 解釈と鑑賞』別冊、至文堂、2006年）
- 『「少女小説」ワンダーランド 明治から平成まで』（明治書院、2008年）
- 『「少女マンガ」ワンダーランド』（ドラージ土屋浩美・武内佳代と共編、明治書院、2012年）
- 『少女小説事典』（岩淵宏子・久米依子・長谷川啓と共編、東京堂出版、2015年）